# Allegri, gioventù
Allegri, gioventù è un romanzo dello scrittore italiano Manlio Cancogni, pubblicato nel 1973.
Nello stesso anno, il romanzo ha vinto il premio Strega.

## Trama
(Manlio Cancogni, Incipit de Allegri, gioventù, 1973)
Un paese tranquillo e sonnolento, abitato da persone piuttosto attempate, è sconvolto da un temporale terribile, senza precedenti, e l'indomani ritorna dall'America Carlo, che manca da casa dai tempi dell'adolescenza: questo basta a dare il via , nel paese, a un turbine di avvenimenti, a un ribollire di sentimenti: Oscar vuole Inesita e si trova con l'americana Peggy; Inesita vuole Carlo e finisce con Gildo; Nicola perde Peggy e s'imbatte in Marianna; Firmato dà la caccia a Nicola e spara a Carlo; Nicola vuol vendicarsi di Carlo e s'accapiglia con Gildo; in una giostra amorosa piena di equivoci, divertente e malinconica insieme.
Romanzo che risulta essere una specie di favola della terza età.

## Edizioni
- Manlio Cancogni, Allegri, gioventù, Rizzoli, Milano 1973
- Manlio Cancogni, Allegri, gioventù, prefazione di Mario Spinella, Club degli editori, Milano 1976
- Manlio Cancogni, Allegri, gioventù, prefazione di Benedetta Centovalli, Collezione Premio Strega, UTET, 2007,  p. 276, ISBN 88-02-07554-9.